# Sportkindergarten
In der DDR wurden Sportkindergärten unter der Verantwortung der Akademie der Pädagogischen Wissenschaften der DDR eingerichtet, um frühzeitig Kinder für den Leistungssport zu rekrutieren. In der Bundesrepublik wurden Kindergärten mit turnerischem Schwerpunkt seit 1978 zunächst von der Freiburger Turnerschaft von 1844 eingerichtet, um die vorhandenen Kapazitäten ganztags zu nutzen und gleichzeitig frühzeitig Mitglieder zu werben. Der 1974 gegründete Freiburger Kreis bietet seinen Mitgliedern eine Übersicht an Sportkindergärten.
Arnd Krüger gründete 1985 den Sportkindergarten der Georg-August-Universität Göttingen, der noch heute besteht und auch der Forschung dient.
Durch eine Vielzahl von frühkindlichen Bewegungsformen und -erfahrungen wird das Wahrnehmungs- und Denkvermögen angeregt, durch „Abreagieren“ in Bewegung und Sport wird die Konzentrationsfähigkeit erhöht. Die vielseitigen Bewegungserfahrungen werden eher durch Sport als durch Bewegung gefördert, da es gilt, auch Widerstände zu überwinden.
Ähnliche Erfahrungen werden im Waldkindergarten gemacht, die jedoch durch die größere Naturnähe einer stärkeren Wetterabhängigkeit unterliegen.